# Cysticapnos pruinosa
Cysticapnos pruinosa là một loài thực vật có hoa trong họ Anh túc. Loài này được (E.Mey. ex Bernh.) Lidén mô tả khoa học đầu tiên năm 1986.